# Manipulační den
Manipulační den, zkratkou MD, je zvláštní forma směny užívaná například u řidičů MHD, pracovníků leteckého provozu, pracovníků televizí a jiných nepřetržitých provozů.
V MHD při manipulačním dni řidič dorazí do zaměstnání v určenou hodinu, ale na rozdíl od směny klasické nevyjede s vozem do terénu, nýbrž tráví čas v přidělené místnosti jako záloha a čeká, kdyby jej bylo potřeba vypravit místo jiného řidiče, který nemohl pokračovat v jízdě, či se nedostavil včas k výkonu své práce. Za manipulační den bývá placen stejně jako za klasickou směnu nebo méně, například se užívá poměr 75 % mzdy či 50 % mzdy + 150 % mzdy v případě skutečného nasazení.
Existují i firmy, které pracovníky při manipulačním dni nechávají doma a v případě nutnosti jim telefonicky sdělí, kdy a kam se mají dostavit. Dodržení takového nástupu je upraveno již v pracovní smlouvě společně s poměrem mezd za klasickou službu a manipulační den.